# Bohyně země
| Žádáte mě, abych obdělával půdu? Vezmu snad nůž a zabořím jej do matčiny hrudi? Žádáte mě, abych ryl a odstraňoval kameny? Zmrzačím snad její maso, abych se dostal ke kostem? Žádáte mě, abych posekal trávu a seno, prodal je a obohatil se jako běloši? Ale jak bych se odvážil ostříhat matčiny vlasy? |
| Slova Smohally (cca 1815–1895), sahaptimského proroka a náboženského vůdce z Kolumbijské plošiny na severozápadě USA |

Bohyně země je personifikace a divinizace země či Země jako ženského božstva. Vlastnosti a motivy spojené s touto postavou vychází ze vzájemného symbolického ztotožnění země, ženy a plodnosti. Pozdějším vývojem, především od vzniku zemědělství, se od tohoto archetypu oddělila představa bohyně matky, bohyně zemědělství a velké bohyně, v nenáboženském smyslu pak matka příroda.
Podle Mircy Eliadeho představovala ve své nejstarší formě bohyně země nejen zemi samotnou, ale celý blízký viditelný vesmír, včetně kamenů, vod, rostlin a stromů, jako celek. Tato představa se odráží v užití slova země pro území či kraj, podle Eliadeho se bohyně reprezentující zemi jako takovou objevila až se vznikem pasteveckých a především rolnických společností. Starší širší působnost se projevuje v představě lidstva i jednotlivců zrozených ze země, nikoliv svých biologických matek, v evropské lidové tradici tak je přisuzován dětem původ v močálech, pramenech, řekách či stromech. Zemská podstata je přisuzována lidem například v indoevropské tradici kteří jsou „pozemšťané“ či „zemní“, což se odráží například v latinském humus „země“ vedle homo „člověk“, ale také ve frýžském zemelō „lidská bytost, pozemšťan“ nebo staroirském duine „lidská bytost“.
Ženský charakter země je vyjadřován například srovnáním plodné ženy s obdělávanou půdou, zatímco neplodné s pustou zemí. Se zemí je také ztotožňována brázda, díky čemuž byl rýč či pluh symbolicky chápán jako penis a orba jako oplodnění. Ženám, především těhotným, je přisuzována magická moc nad úrodou a často jsou považovány za objevitelky zemědělství.

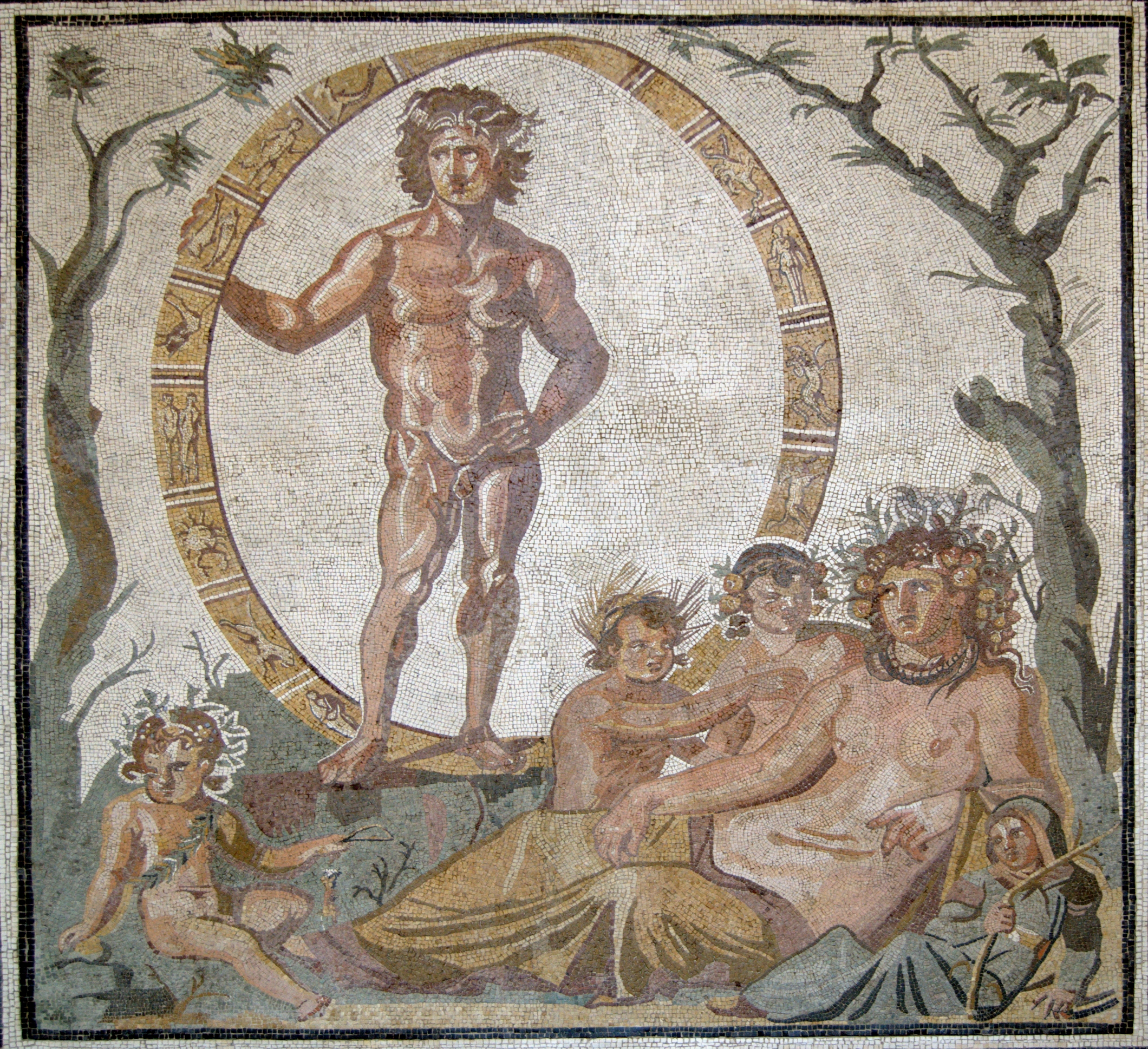
Tellus s čtyřmi dětmi, pravděpodobně ročními obdobími, ve společnosti Aióna-Úrana, synkretická mozaika z italského města Sentinum, přibližně 200–250 n. l., mnichovské muzeum Glyptothek

Země je spojována s narozením i umíráním, což se projevuje zvykem pokládáním novorozence na zem. Často se také objevuje porod přímo na zem nebo rození v lese či u potoka – tedy v zemi v širším slova smyslu. Později byl spíše než telurický původ dětí akcentována role bohyně země jako ochránkyně dětí, například v Řecku byly opuštěné děti nechávány na zemi aby se sama bohyně rozhodla zda je nechá přežít. Zatímco mrtví dospělí a starší děti jsou zpravidla pohřbíváni žehem tak malé děti jsou pohřbívány do země, někde se objevuje i oběť dětí pohřbem zaživa bohyni země. Symbolické pohřbení a položení na zem se zase užívalo u nemocných a umírajících jako rituál odpovídající novému narození. Země byla považována zároveň za místo kde přebývají mrtví i odkud se berou nové děti a díky tomu, že tak vstřebávala všechny živé bytosti, byla pokládána za mocné orákulum.
U některých společností úcta k zemi zahrnuje také různé zákazy a tabu. Indiánský prorok Smohalla přirovnával orbu k zaboření nože do matčiny hrudi, drávidští Baigové sejí pouze v popelu zbylém po vypálení džungle, Marijci si na zem nesedají když jsou přesvědčeni že je nemocná a ve slovanské lidové kultuře je zakázáno do ní tlouct, především v zimě kdy spí.

## Nebe a Země
Bohyně Země v mnoha mytologiích vystupuje jako družka nejvyššího boha zosobňujícího Nebesa. Tento pár často figuruje často již při stvoření světa. Mezi tyto dvojice patří například:
- Maorský pár Rangi a Papa
- Jorubský pár Olorum a Oduna
- řecký pár Úranos a Gaia
- védský Djaus a Prthiví
- Koncepce prvotního páru Nebe a Země se objevuje v Číně a z této představy vychází koncepce protikladných, ale doplňujících se, sil jang a jin. Tato dvojice může být reprezentována například Fu-sim a Nu-wou.[4]

## Indoevropané
Praindoevropské slovo pro zemi je rekonstruováno jako *dhéĝhōm, případně *dʰéǵʰōm, z čehož vychází například české země, latinské humus, starořecké chthón, chetitské dégan nebo sanskrtské kṣam.
Mezi indoevropské bohyně země patří:
- hinduistická Síta „Brázda“ je manželkou Rámy
- chetitská Daganzipas „duch země“ (West, s. 174)
- severská bohyně země je Jörð „Země“, Fjörgyn a Hlóðyn jsou nejspíše její další jména. Tacitem je s Terrou Mater ztotožňována Nerthus. Anglosaskou bohyní země je Erce „Země“ či Folde „Široká“
- litevská bohyně země je Žemina „paní Země“, lotyšská Zemes māte „Matka země“
- římská bohyně země Tellus „Země“, později nazývaná Terra Mater „Matka země“
- slovanská bohyně země je pravděpodobně Mokoš „Vlhká“, v pozdějším folklóru Matka vlhká země.
- védská bohyně země je Prthiví „Široká“, později je nazývána Bhúmi.

Řadu bohyň země či postav s jejím jménem lze nalézt v řecké mytologii:
- Prvotní bohyní země je Gaia, zvaná též Gé či Chthón
- Jméno bohyně zemědělství Démétér lze vykládat jako „matka země“
- Jméno bohyně Damie, ctěné na Peloponésu, Aigině a Théře, lze vykládat jako „země-kojná“[5]
- Jméno nymfy Plataje, spojené se stejnojmenným městem a Diovy družky, znamená „Široká“, což odpovídá jménu védské bohyně země Prthiví.
- Jméno Semelé, další Diovy družky a matky Dionýsa, nejspíše vychází z jména hypotetické thrácké bohyně země, které by mělo znít Zemelā.

## Další bohyně
- incká bohyně Pačamana „Matka země“.
- maorská bohyně Papa „Matka“
- akanská bohyně Asase Yaa[6]